# WFDC5
WFDC5‏ (WAP four-disulfide core domain 5) هوَ بروتين يُشَفر بواسطة جين WFDC5 في الإنسان.